# ارنی ادواردز
ارنی ادواردز (انگلیسی: Ernie Edwards؛ زادهٔ ۱۷ فوریهٔ ۱۸۹۲) بازیکن فوتبال اهل بریتانیا است.
از باشگاه‌هایی که در آن بازی کرده‌است می‌توان به باشگاه فوتبال وست برومویچ آلبیون، باشگاه فوتبال نیوپورت کانتی، باشگاه فوتبال ساوتند یونایتد، باشگاه فوتبال ردیچ یونایتد، باشگاه فوتبال مرثر تاون، باشگاه فوتبال کیدرمینستر هاریرس، و باشگاه فوتبال بیرمنگام سیتی اشاره کرد.